# Royal Football Club Bomal
Maillots
Dernière mise à jour : 22 mai 2017.
Le Bomal  Royal Football Club était un club de football belge, basé dans le village de Bomal-sur-Ourthe, dans la commune de Durbuy. Le club, porteur du matricule 3205, a disputé au cours de son Histoire 7 saisons dans les divisions nationales belges, toutes en Promotion, le quatrième niveau.
En 2015, le matricule 3205 disparait dans une fusion avec la Royale Entente Durbuysienne, porteur du matricule 3008 pour former l'Entente Durbuy sous le matricule 3008.

## Histoire

### Confusion sur les origines du club
Selon le site officiel du village de Bomal-sur-Ourthe, le club est créé dès 1912, et s'affilie à l'Union belge en 1933. Cependant, le Bomal Football Club est fondé le 23 avril 1941 et rejoint l'URBSFA le 25 septembre de la même année. Il reçoit à cette occasion le matricule 3205.
Il y a confusion entre ce club et un autre ayant été affilié entre 1933 et 1941. Ce cas de figure n'est pas exceptionnel car les clubs n'étant plus en mesure d'aligner leur équipe « A », notamment à cause de la mobilisation due à la Seconde Guerre mondiale, ont été radiés par la Fédération en vertu des réglements de l'époque. Quand les équipes reprennent leurs activités, soit sous l'Occupation allemande, soit après la Libération, une nouvelle affiliation est nécessaire et donc la création  d'un nouveau matricule.

### Passage en Promotion
À la fin de la Seconde Guerre mondiale, le Bomal FC dispute les championnats des séries provinciales luxembourgeoises. En 1966, il atteint pour la première fois la Promotion, quatrième et dernier niveau national. L'expérience ne dure qu'un an, le club finissant dernier de sa série, est renvoyé en première provinciale. Il revient en nationales en 1969, mais termine à nouveau dernier et doit redescendre directement. Le club remonte l'année suivante en Promotion, et parvient cette fois à terminer huitième en 1972, ce qui constitue toujours le meilleur classement de son Histoire. Treizième l'année suivante, il finit dernier en 1974 et est relégué en provinciales après trois saisons consécutives au niveau national.
Le FC Bomal joue alors plus de dix ans dans les séries provinciales, et remonte ensuite en Promotion en 1987. Il évite la relégation directe, mais est condamné au retour en provinciales la saison suivante. Depuis lors, le club n'est plus jamais remonté en nationales, alternant entre la première et la deuxième provinciale. Le 10 septembre 1991, le club est reconnu « Société Royale », et adapte son appellation officielle en Royal Football Club Bomal à partir de la saison suivante.

### Fusion
Au début des années 2010, Bomal R. FC fait montre d'ambitions mais échoue plusieurs fois dans la conquête du titre provincial et ne parvient pas à atteindre les séries nationales.
Peu avant la fin de la saison 2014-2015, un projet de fusion voit le jour entre le Bomal R. FC , alors en première provinciale, et la R. Entente Durbuysienne, porteur du matricule 3008 qui évolue en P2. Ce club est lui-même issu d'une fusion survenue en 2002 entre le R. SC Barvaux, matricule 3008 et l'Étoile Sportive Durbuysienne, porteur du matricule 7042.
Le 1er juillet 2015, le club nouvellement fusionné prend le nom d'Entente Durbuy sous le matricule 3008. Le matricule 3205 de Bomal est radié. L'appellation "Durbuy" a été choisie car la localité est connue internationalement.

## Résultats dans les divisions nationales
Statistiques clôturées, club disparu

### Bilan
| Niv | Divisions     | Jouées | Titres | TM Up | TM Down |
| --- | ------------- | ------ | ------ | ----- | ------- |
| I   | 1re nationale | 0      | 0      |       |         |
| II  | 2e nationale  | 0      | 0      |       |         |
| III | 3e nationale  | 0      | 0      |       |         |
| IV  | 4e nationale  | 7      | 0      |       |         |
| V   | 5e nationale  | 0      | 0      |       |         |
|     |               |        |        |       |         |
|     | TOTAUX        | 7      | 0      | 0     | 0       |

- TM Up : test-match pour départager des égalités, ou toutes formes de Barrages ou de Tour final pour une montée éventuelle.
- TM Down : test-match pour départager des égalités, ou toutes formes de Barrages ou de Tour final pour le maintien.

### Classements saison par saison
| Ordre               | Saison  | Nom du club                                                              | Niveau                                                                   | Classement final                                                         | Remarques                                                                |
| ------------------- | ------- | ------------------------------------------------------------------------ | ------------------------------------------------------------------------ | ------------------------------------------------------------------------ | ------------------------------------------------------------------------ |
| 1                   | 1966-67 | Bomal FC                                                                 | Promotion série A                                                        | 16e/16                                                                   | Relégué!                                                                 |
| séries provinciales |         |                                                                          |                                                                          |                                                                          |                                                                          |
| 2                   | 1969-70 | Bomal FC                                                                 | Promotion série D                                                        | 16e/16                                                                   | Relégué!                                                                 |
| séries provinciales |         |                                                                          |                                                                          |                                                                          |                                                                          |
| 3                   | 1971-72 | Bomal FC                                                                 | Promotion série B                                                        | 8e/16                                                                    |                                                                          |
| 4                   | 1972-73 | Bomal FC                                                                 | Promotion série A                                                        | 13e/16                                                                   |                                                                          |
| 5                   | 1973-74 | Bomal FC                                                                 | Promotion série B                                                        | 16e/16                                                                   | Relégué!                                                                 |
| séries provinciales |         |                                                                          |                                                                          |                                                                          |                                                                          |
| 6                   | 1987-88 | Bomal FC                                                                 | Promotion série D                                                        | 11e/16                                                                   |                                                                          |
| 7                   | 1988-89 | FC Bomal                                                                 | Promotion série D                                                        | 15e/16                                                                   | Relégué!                                                                 |
| séries provinciales |         |                                                                          |                                                                          |                                                                          |                                                                          |
| X                   | 2015    | Fusion avec la Royale Entente Durbuysienne, le matricule 3205 est radié. | Fusion avec la Royale Entente Durbuysienne, le matricule 3205 est radié. | Fusion avec la Royale Entente Durbuysienne, le matricule 3205 est radié. | Fusion avec la Royale Entente Durbuysienne, le matricule 3205 est radié. |

### Sources et liens externes
- (nl) « Fiche de l'équipe », sur Belgian Soccer Database
- Clubs sportifs à Bomal - Bomal-sur-Ourthe